# Arsenal Football Club 2009-2010
Questa voce raccoglie le informazioni riguardanti l'Arsenal Football Club nelle competizioni ufficiali della stagione 2009-2010.

## Divise
Lo sponsor tecnico per la stagione 2009-2010 è Nike, quello ufficiale è Fly Emirates.
| Casa | Trasferta | Terza |

## Rosa 2009–2010
| N. |                        | Ruolo | Calciatore               |
| -- | ---------------------- | ----- | ------------------------ |
| 1  | Spagna (bandiera)      | P     | Manuel Almunia           |
| 2  | Francia (bandiera)     | C     | Abou Diaby               |
| 3  | Francia (bandiera)     | D     | Bacary Sagna             |
| 4  | Spagna (bandiera)      | C     | Cesc Fàbregas (Capitano) |
| 5  | Belgio (bandiera)      | D     | Thomas Vermaelen         |
| 7  | Rep. Ceca (bandiera)   | C     | Tomáš Rosický            |
| 8  | Francia (bandiera)     | C     | Samir Nasri              |
| 9  | Croazia (bandiera)     | A     | Eduardo                  |
| 10 | Francia (bandiera)     | D     | William Gallas           |
| 11 | Paesi Bassi (bandiera) | A     | Robin van Persie         |
| 12 | Messico (bandiera)     | A     | Carlos Vela              |
| 14 | Inghilterra (bandiera) | A     | Theo Walcott             |
| 15 | Brasile (bandiera)     | C     | Denílson                 |
| 16 | Galles (bandiera)      | C     | Aaron Ramsey             |
| 17 | Camerun (bandiera)     | C     | Alexandre Song           |
| 18 | Francia (bandiera)     | D     | Mikaël Silvestre         |

| N. |                           | Ruolo | Calciatore       |
| -- | ------------------------- | ----- | ---------------- |
| 20 | Svizzera (bandiera)       | D     | Johan Djourou    |
| 21 | Polonia (bandiera)        | P     | Łukasz Fabiański |
| 22 | Francia (bandiera)        | D     | Gaël Clichy      |
| 23 | Russia (bandiera)         | A     | Andrej Aršavin   |
| 24 | Italia (bandiera)         | P     | Vito Mannone     |
| 27 | Costa d'Avorio (bandiera) | D     | Emmanuel Eboué   |
| 28 | Inghilterra (bandiera)    | D     | Kieran Gibbs     |
| 30 | Francia (bandiera)        | D     | Armand Traoré    |
| 31 | Inghilterra (bandiera)    | D     | Sol Campbell     |
| 32 | Spagna (bandiera)         | C     | Fran Mérida      |
| 33 | Paesi Bassi (bandiera)    | C     | Nacer Barazite   |
| 35 | Francia (bandiera)        | C     | Francis Coquelin |
| 36 | Inghilterra (bandiera)    | D     | Thomas Cruise    |
| 37 | Inghilterra (bandiera)    | D     | Craig Eastmond   |
| 52 | Danimarca (bandiera)      | A     | Nicklas Bendtner |

## Staff tecnico
| Allenatore:              | Arsène Wenger |
| Allenatore in seconda:   | Pat Rice      |
| Allenatore dei portieri: | Gerry Peyton  |

## Calciomercato

### Sessione estiva(dall'1/7 al 1/9)
| Acquisti | Acquisti                    | Acquisti       | Acquisti                  |
| R.       | Nome                        | da             | Modalità                  |
| -------- | --------------------------- | -------------- | ------------------------- |
| D        | Philippe Senderos           | Milan          | fine prestito             |
| D        | Thomas Vermaelen            | Ajax           | definitivo (10 milioni €) |
| D        | Armand Traoré               | Portsmouth     | fine prestito             |
| C        | Nacer Barazite              | Derby County   | fine prestito             |
| D        | Gavin Hoyte                 | Watford        | fine prestito             |
| D        | Kerrea Gilbert              | Leicester City | fine prestito             |
| A        | Jay Simpson                 | West Bromwich  | fine prestito             |
| D        | Pedro Roberto Silva Botelho | Salamanca UDS  | fine prestito             |
| D        | Håvard Nordtveit            | Lillestrøm     | fine prestito             |

| Cessioni | Cessioni                    | Cessioni               | Cessioni                                |
| R.       | Nome                        | a                      | Modalità                                |
| -------- | --------------------------- | ---------------------- | --------------------------------------- |
| C        | Amaury Bischoff             | Académica              | fine contratto                          |
| A        | Rui Fonte                   | Sporting Lisbona       | fine contratto                          |
| D        | Paul Rodgers                | Northampton Town       | fine contratto                          |
| D        | Kolo Touré                  | Manchester City        | definitivo (18,7 milioni €)             |
| A        | Emmanuel Adebayor           | Manchester City        | definitivo (29 milioni €)               |
| D        | Pedro Roberto Silva Botelho | Celta Vigo             | prestito                                |
| D        | Håvard Nordtveit            | Norimberga             | prestito                                |
| C        | Jay Emmanuel-Thomas         | Blackpool              | prestito fino al gennaio 2010           |
| C        | Henri Lansbury              | Watford                | prestito                                |
| A        | Jay Simpson                 | QPR                    | prestito                                |
| D        | Gavin Hoyte                 | Brighton & Hove Albion | prestito (dall'ottobre 2009)            |
| P        | Wojciech Szczęsny           | Brentford              | prestito (dal novembre 2009)            |
| A        | Rhys Murphy                 | Brentford              | prestito (dal 24/11/2009 al 24/02/2010) |

### Sessione invernale(dal 7/1 al 2/2)
| Acquisti | Acquisti            | Acquisti     | Acquisti                   |
| R.       | Nome                | da           | Modalità                   |
| -------- | ------------------- | ------------ | -------------------------- |
| D        | Sol Campbell        |              | svincolato                 |
| C        | Samuel Galindo      | Real America | definitivo (0,5 milioni €) |
| C        | Jay Emmanuel-Thomas | Blackpool    | fine prestito              |

| Cessioni | Cessioni             | Cessioni         | Cessioni                      |
| R.       | Nome                 | a                | Modalità                      |
| -------- | -------------------- | ---------------- | ----------------------------- |
| C        | Mark Leonard Randall | MK Dons          | prestito                      |
| D        | Kerrea Gilbert       | Peterborough Utd | prestito                      |
| D        | Philippe Senderos    | Everton          | prestito                      |
| C        | Jack Wilshere        | Bolton           | prestito                      |
| C        | Sanchez Watt         | Southend Utd     | prestito (fino al 28/02/2010) |
| D        | Kyle Bartley         | Sheffield Utd    | prestito                      |
| A        | Gilles Sunu          | Derby County     | prestito                      |
| C        | Jay Emmanuel-Thomas  | Doncaster Rovers | prestito (dal febbraio 2010)  |
| D        | Luke Ayling          | Yeovil Town      | prestito (dal marzo 2010)     |
| C        | Sanchez Watt         | Leeds            | prestito (dal marzo 2010)     |

## Risultati

### Barclays Premier League
| Arbitro: | Mark Halsey |

|          |           |                                                                     |
| Saha 90’ | Marcatori | 26’ Denílson 36’ Vermaelen 40’ Gallas 47’, 69’ Fàbregas 88’ Eduardo |

| Arbitro: | Steve Bennett |

|                                      |           |            |
| Diaby 17’, 21’ Gallas 50’ Ramsey 68’ | Marcatori | 37’ Kaboul |

| Arbitro: | Mike Dean |

|                                    |           |              |
| Rooney 58’ (rig.) Diaby 63’ (aut.) | Marcatori | 40’ Arshavin |

| Arbitro: | Mark Clattenburg |

|                                                                 |           |                            |
| Almunia 19’ (aut.) Bellamy 74’ Adebayor 80’ Wright-Phillips 83’ | Marcatori | 62’ van Persie 87’ Rosický |

| Arbitro: | Michael Jones |

|                                             |           |  |
| Vermaelen 24’, 49’ Eduardo 58’ Fàbregas 90’ | Marcatori |  |

| Arbitro: | Martin Atkinson |

|  |           |                |
|  | Marcatori | 52’ van Persie |

| Arbitro: | Peter Walton |

|                                                                                 |           |                     |
| Vermaelen 16’ van Persie 32’ Arshavin 37’ Fàbregas 56’ Walcott 75’ Bendtner 89’ | Marcatori | 4’ N'Zonzi 30’ Dunn |

| Arbitro: | Lee Probert |

|                                       |           |            |
| van Persie 15’ Diaby 17’ Arshavin 84’ | Marcatori | 37’ Bowyer |

| Arbitro: | Chris Foy |

|                              |           |                           |
| Cole 74’ Diamanti 80’ (rig.) | Marcatori | 16’ van Persie 36’ Gallas |

| Arbitro: | Mark Clattenburg |

|                                  |           |  |
| van Persie 42’, 60’ Fàbregas 43’ | Marcatori |  |

| Arbitro: | Steve Bennett |

|              |           |                                                                |
| Craddock 89’ | Marcatori | 28’ (aut.) Zubar 35’ (aut.) Craddock 45’ Fàbregas 66’ Arshavin |

| Arbitro: | Alan Wiley |

|          |           |  |
| Bent 70’ | Marcatori |  |

| Arbitro: | Andre Marriner |

|  |           |                                      |
|  | Marcatori | 41’, 86’ Drogba 45’ (aut.) Vermaelen |

| Arbitro: | Mark Clattenburg |

|                         |           |  |
| Arshavin 25’ Ramsey 79’ | Marcatori |  |

| Arbitro: | Howard Webb |

|          |           |                                 |
| Kuyt 40’ | Marcatori | 50’ (aut.) Johnson 57’ Arshavin |

| Arbitro: | Mike Dean |

|                      |           |             |
| Alexander 28’ (rig.) | Marcatori | 7’ Fàbregas |

| Arbitro: | Steve Bennett |

|                                    |           |  |
| Denílson 45’ Eduardo 59’ Diaby 80’ | Marcatori |  |

| Arbitro: | Phil Dowd |

|                             |           |  |
| Fàbregas 64’, 81’ Diaby 90’ | Marcatori |  |

| Arbitro: | Alan Wiley |

|             |           |                                           |
| Belhadj 74’ | Marcatori | 27’ Eduardo 41’ Nasri 69’ Ramsey 81’ Song |

| Arbitro: | Peter Walton |

|                          |           |                       |
| Denílson 27’ Rosický 90’ | Marcatori | 12’ Osman 80’ Pienaar |

| Arbitro: | Phil Dowd |

|  |           |                         |
|  | Marcatori | 28’ Fàbregas 78’ Mérida |

| Arbitro: | Alan Wiley |

|                                                     |           |                             |
| Rosický 43’ Fàbregas 52’ Vermaelen 64’ Arshavin 85’ | Marcatori | 6’ Cahill 27’ (rig.) Taylor |

| Birmingham 27 gennaio 2010, ore 20:45 CET 23ª giornata | Aston Villa | 0 – 0 referto | Arsenal | Villa Park (39.601 spett.)\| Arbitro: \| Lee Probert \| |
| Arbitro:                                               | Lee Probert |               |         |                                                         |

| Arbitro: | Chris Foy |

|               |           |                                                |
| Vermaelen 79’ | Marcatori | 32’ (aut.) Almunia 36’ Rooney 52’ Park Ji-sung |

| Arbitro: | Mike Dean |

|                |           |  |
| Drogba 7’, 22’ | Marcatori |  |

| Arbitro: | Howard Webb |

|           |           |  |
| Diaby 71’ | Marcatori |  |

| Arbitro: | Steve Bennett |

|                                  |           |  |
| Bendtner 26’ Fàbregas 90’ (rig.) | Marcatori |  |

| Arbitro: | Peter Walton |

|         |           |                                                |
| Pugh 7’ | Marcatori | 32’ Bendtner 90’ (rig.) Fàbregas 90’ Vermaelen |

| Arbitro: | Chris Foy |

|                                       |           |            |
| Fàbregas 33’ Walcott 59’ Arshavin 90’ | Marcatori | 50’ Nugent |

| Arbitro: | Andre Marriner |

|                    |           |                           |
| Bullard 28’ (rig.) | Marcatori | 13’ Arshavin 90’ Bendtner |

| Arbitro: | Martin Atkinson |

|                                 |           |  |
| Denílson 4’ Fàbregas 82’ (rig.) | Marcatori |  |

| Arbitro: | Howard Webb |

|              |           |           |
| Phillips 90’ | Marcatori | 80’ Nasri |

| Arbitro: | Andre Marriner |

|              |           |  |
| Bendtner 90’ | Marcatori |  |

| Arbitro: | Mark Clattenburg |

|                  |           |              |
| Rose 9’ Bale 46’ | Marcatori | 85’ Bendtner |

| Arbitro: | Lee Mason |

|                                     |           |                           |
| Watson 80’ Bramble 88’ N'Zogbia 90’ | Marcatori | 41’ Walcott 47’ Silvestre |

| Londra 24 aprile 2010, ore 18:30 CEST 36ª giornata | Arsenal   | 0 – 0 referto | Manchester City | Emirates Stadium (60.086 spett.)\| Arbitro: \| Mike Dean \| |
| Arbitro:                                           | Mike Dean |               |                 |                                                             |

| Arbitro: | Martin Atkinson |

|                    |           |                |
| Dunn 43’ Samba 67’ | Marcatori | 13’ van Persie |

| Arbitro: | Michael Jones |

|                                                       |           |  |
| Arshavin 20’ van Persie 26’ Baird 37’ (aut.) Vela 83’ | Marcatori |  |

### Carling Cup
| Arbitro: | Lee Mason |

|                   |           |  |
| Watt 68’ Vela 75’ | Marcatori |  |

| Arbitro: | Alan Wiley |

|                         |           |           |
| Mérida 19’ Bendtner 50’ | Marcatori | 26’ Insúa |

| Arbitro: | Chris Foy |

|                                         |           |  |
| Tévez 50’ Wright-Phillips 69’ Weiss 89’ | Marcatori |  |

### FA Cup
| Arbitro: | Mark Clattenburg |

|              |           |                        |
| Diamanti 45’ | Marcatori | 78’ Ramsey 83’ Eduardo |

| Arbitro: | Martin Atkinson |

|                              |           |              |
| Fuller 2’, 78’ Whitehead 86’ | Marcatori | 41’ Denílson |

### UEFA Champions League

#### Play-off
| Arbitro: | Massimo Busacca |

|  |           |                                |
|  | Marcatori | 43’ Gallas 71’ (aut.) Caldwell |

| Arbitro: | Mejuto González |

|                                           |           |              |
| Eduardo 28’ (rig.) Eboué 53’ Arshavin 74’ | Marcatori | 90+2’ Donati |

#### Fase a Gironi
| Arbitro: | Iturralde González |

|                                |           |                                        |
| Mangala 3’ Jovanović 5’ (rig.) | Marcatori | 45’ Bendtner 77’ Vermaelen 81’ Eduardo |

| Arbitro: | Lannoy |

|                             |           |  |
| van Persie 78’ Arshavin 86’ | Marcatori |  |

| Arbitro: | Martin Hansson |

|                       |           |              |
| Mendes da Silva 90+3’ | Marcatori | 36’ Fàbregas |

| Arbitro: | Alain Hamer |

|                                       |           |          |
| Fàbregas 25’, 52’ Nasri 43’ Diaby 72’ | Marcatori | 82’ Lens |

| Arbitro: | Konrad Plautz |

|                          |           |  |
| Nasri 35’ Denílson 45+2’ | Marcatori |  |

| Arbitro: | Cardoso |

|              |           |  |
| Leonardo 47’ | Marcatori |  |

#### Ottavi di finale
| Arbitro: | Martin Hansson |

|                       |           |              |
| Varela 11’ Falcao 51’ | Marcatori | 18’ Campbell |

| Arbitro: | Frank de Bleeckere |

|                                                     |           |  |
| Bendtner 10’, 25’, 90+1’ (rig.) Nasri 63’ Eboué 66’ | Marcatori |  |

#### Quarti di finale
| Arbitro: | Massimo Busacca |

|                                 |           |                      |
| Walcott 69’ Fàbregas 85’ (rig.) | Marcatori | 46’, 59’ Ibrahimović |

| Arbitro: | Wolfgang Stark |

|                          |           |              |
| Messi 21’, 37’, 42’, 88’ | Marcatori | 18’ Bendtner |

## Statistiche
Statistiche aggiornate al 9 maggio 2010.

### Statistiche di squadra
| Competizione     | Punti | In casa | In casa | In casa | In casa | In casa | In casa | In trasferta | In trasferta | In trasferta | In trasferta | In trasferta | In trasferta | Totale | Totale | Totale | Totale | Totale | Totale | DR  |
| Competizione     | Punti | G       | V       | N       | P       | Gf      | Gs      | G            | V            | N            | P            | Gf           | Gs           | G      | V      | N      | P      | Gf     | Gs     | DR  |
| ---------------- | ----- | ------- | ------- | ------- | ------- | ------- | ------- | ------------ | ------------ | ------------ | ------------ | ------------ | ------------ | ------ | ------ | ------ | ------ | ------ | ------ | --- |
| Premier League   | 75    | 19      | 15      | 2       | 2       | 48      | 15      | 19           | 8            | 4            | 7            | 35           | 26           | 38     | 23     | 6      | 9      | 83     | 41     | +42 |
| FA Cup           | -     | 0       | 0       | 0       | 0       | 0       | 0       | 2            | 1            | 0            | 1            | 3            | 4            | 2      | 1      | 0      | 1      | 3      | 4      | -1  |
| Carling Cup      | -     | 2       | 2       | 0       | 0       | 4       | 1       | 1            | 0            | 0            | 1            | 0            | 3            | 3      | 2      | 0      | 1      | 4      | 4      | 0   |
| Champions League | -     | 6       | 5       | 1       | 0       | 18      | 4       | 6            | 2            | 1            | 3            | 8            | 10           | 12     | 7      | 2      | 3      | 26     | 14     | +12 |
| Totale           | -     | 27      | 22      | 3       | 2       | 70      | 20      | 28           | 11           | 5            | 12           | 46           | 43           | 55     | 33     | 8      | 14     | 116    | 63     | +53 |

### Statistiche dei giocatori
| Giocatore          | Premier League | Premier League | Premier League | Premier League | FA Cup   | FA Cup | FA Cup      | FA Cup     | Carling Cup | Carling Cup | Carling Cup | Carling Cup | Champions League | Champions League | Champions League | Champions League | Totale   | Totale | Totale      | Totale     |
| Giocatore          | Presenze       | Reti           | Ammonizioni    | Espulsioni     | Presenze | Reti   | Ammonizioni | Espulsioni | Presenze    | Reti        | Ammonizioni | Espulsioni  | Presenze         | Reti             | Ammonizioni      | Espulsioni       | Presenze | Reti   | Ammonizioni | Espulsioni |
| ------------------ | -------------- | -------------- | -------------- | -------------- | -------- | ------ | ----------- | ---------- | ----------- | ----------- | ----------- | ----------- | ---------------- | ---------------- | ---------------- | ---------------- | -------- | ------ | ----------- | ---------- |
| M. Almunia         | 29             | 0              | ?              | ?              | 0        | 0      | 0           | 0          | 0           | 0           | 0           | 0           | 7                | 0                | ?                | ?                | 36       | 0      | 0+          | 0+         |
| A. Arshavin        | 30             | 10             | ?              | ?              | 1        | 0      | ?           | ?          | 0           | 0           | 0           | 0           | 8                | 2                | ?                | ?                | 39       | 12     | 0+          | 0+         |
| N. Barazite        | 0              | 0              | 0              | 0              | 0        | 0      | 0           | 0          | 1           | 0           | ?           | ?           | 0                | 0                | 0                | 0                | 1        | 0      | 0+          | 0+         |
| K. Bartley         | 1              | 0              | ?              | ?              | 0        | 0      | 0           | 0          | 0           | 0           | 0           | 0           | 1                | 0                | ?                | ?                | 2        | 0      | 0+          | 0+         |
| N. Bendtner        | 23             | 6              | ?              | ?              | 0        | 0      | 0           | 0          | 1           | 1           | ?           | ?           | 7                | 5                | ?                | ?                | 31       | 12     | 0+          | 0+         |
| S. Campbell        | 11             | 0              | ?              | ?              | 1        | 0      | ?           | ?          | 0           | 0           | 0           | 0           | 2                | 1                | ?                | ?                | 14       | 1      | 0+          | 0+         |
| G. Clichy          | 24             | 0              | ?              | ?              | 0        | 0      | 0           | 0          | 0           | 0           | 0           | 0           | 9                | 0                | ?                | ?                | 33       | 0      | 0+          | 0+         |
| F. Coquelin        | 0              | 0              | 0              | 0              | 1        | 0      | ?           | ?          | 2           | 0           | ?           | ?           | 0                | 0                | 0                | 0                | 3        | 0      | 0+          | 0+         |
| T. Cruise          | 0              | 0              | 0              | 0              | 0        | 0      | 0           | 0          | 0           | 0           | 0           | 0           | 1                | 0                | ?                | ?                | 1        | 0      | 0+          | 0+         |
| Denílson           | 20             | 3              | ?              | ?              | 1        | 1      | ?           | ?          | 0           | 0           | 0           | 0           | 7                | 1                | ?                | ?                | 28       | 5      | 0+          | 0+         |
| A. Diaby           | 29             | 6              | ?              | ?              | 1        | 0      | ?           | ?          | 0           | 0           | 0           | 0           | 10               | 1                | ?                | ?                | 40       | 7      | 0+          | 0+         |
| J. Djourou         | 1              | 0              | ?              | ?              | 0        | 0      | 0           | 0          | 0           | 0           | 0           | 0           | 0                | 0                | 0                | 0                | 1        | 0      | 0+          | 0+         |
| C. Eastmond        | 4              | 0              | ?              | ?              | 1        | 0      | ?           | ?          | 2           | 0           | ?           | ?           | 0                | 0                | 0                | 0                | 7        | 0      | 0+          | 0+         |
| E. Eboué           | 25             | 1              | ?              | ?              | 0        | 0      | 0           | 0          | 1           | 0           | ?           | ?           | 10               | 2                | ?                | ?                | 36       | 3      | 0+          | 0+         |
| Eduardo            | 24             | 4              | ?              | ?              | 2        | 1      | ?           | ?          | 1           | 0           | ?           | ?           | 5                | 2                | ?                | ?                | 32       | 7      | ?           | ?          |
| J. Emmanuel-Thomas | 0              | 0              | 0              | 0              | 1        | 0      | ?           | ?          | 0           | 0           | 0           | 0           | 0                | 0                | 0                | 0                | 1        | 0      | 0+          | 0+         |
| Ł. Fabiański       | 4              | 0              | ?              | ?              | 2        | 0      | ?           | ?          | 2           | 0           | ?           | ?           | 2                | 0                | ?                | ?                | 10       | 0      | ?           | ?          |
| C. Fàbregas        | 27             | 15             | ?              | ?              | 1        | 0      | ?           | ?          | 0           | 0           | 0           | 0           | 8                | 4                | ?                | ?                | 36       | 19     | 0+          | 0+         |
| W. Gallas          | 26             | 3              | ?              | ?              | 1        | 0      | ?           | ?          | 0           | 0           | 0           | 0           | 8                | 1                | ?                | ?                | 35       | 4      | 0+          | 0+         |
| K. Gibbs           | 3              | 0              | ?              | ?              | 0        | 0      | 0           | 0          | 2           | 0           | ?           | ?           | 2                | 0                | ?                | ?                | 7        | 0      | 0+          | 0+         |
| K. Gilbert         | 0              | 0              | 0              | 0              | 0        | 0      | 0           | 0          | 2           | 0           | ?           | ?           | 1                | 0                | ?                | ?                | 3        | 0      | 0+          | 0+         |
| H. Lansbury        | 1              | 0              | ?              | ?              | 0        | 0      | 0           | 0          | 0           | 0           | 0           | 0           | 0                | 0                | 0                | 0                | 1        | 0      | 0+          | 0+         |
| V. Mannone         | 5              | 0              | ?              | ?              | 0        | 0      | 0           | 0          | 0           | 0           | 0           | 0           | 3                | 0                | ?                | ?                | 8        | 0      | 0+          | 0+         |
| F. Mérida          | 4              | 1              | ?              | ?              | 1        | 0      | ?           | ?          | 2           | 1           | ?           | ?           | 1                | 0                | ?                | ?                | 8        | 2      | ?           | ?          |
| S. Nasri           | 26             | 2              | ?              | ?              | 1        | 0      | ?           | ?          | 1           | 0           | ?           | ?           | 6                | 3                | ?                | ?                | 34       | 5      | ?           | ?          |
| M. Randall         | 0              | 0              | 0              | 0              | 0        | 0      | 0           | 0          | 2           | 0           | ?           | ?           | 0                | 0                | 0                | 0                | 2        | 0      | 0+          | 0+         |
| A. Ramsey          | 18             | 3              | ?              | ?              | 2        | 1      | ?           | ?          | 3           | 0           | ?           | ?           | 6                | 0                | ?                | ?                | 29       | 4      | ?           | ?          |
| T. Rosický         | 25             | 3              | ?              | ?              | 0        | 0      | 0           | 0          | 1           | 0           | ?           | ?           | 7                | 0                | ?                | ?                | 33       | 3      | 0+          | 0+         |
| B. Sagna           | 35             | 0              | ?              | ?              | 1        | 0      | ?           | ?          | 0           | 0           | 0           | 0           | 8                | 0                | ?                | ?                | 44       | 0      | 0+          | 0+         |
| M. Silvestre       | 12             | 1              | ?              | ?              | 2        | 0      | ?           | ?          | 3           | 0           | ?           | ?           | 3                | 0                | ?                | ?                | 20       | 1      | ?           | ?          |
| A. Song            | 26             | 1              | ?              | ?              | 1        | 0      | ?           | ?          | 1           | 0           | ?           | ?           | 10               | 0                | ?                | ?                | 38       | 1      | ?           | ?          |
| G. Sunu            | 0              | 0              | 0              | 0              | 0        | 0      | 0           | 0          | 1           | 0           | ?           | ?           | 1                | 0                | ?                | ?                | 2        | 0      | 0+          | 0+         |
| W. Szczęsny        | 0              | 0              | 0              | 0              | 0        | 0      | 0           | 0          | 1           | 0           | ?           | ?           | 0                | 0                | 0                | 0                | 1        | 0      | 0+          | 0+         |
| A. Traoré          | 9              | 0              | ?              | ?              | 1        | 0      | ?           | ?          | 2           | 0           | ?           | ?           | 0                | 0                | 0                | 0                | 12       | 0      | 0+          | 0+         |
| R. van Persie      | 16             | 9              | ?              | ?              | 0        | 0      | 0           | 0          | 0           | 0           | 0           | 0           | 4                | 1                | ?                | ?                | 20       | 10     | 0+          | 0+         |
| C. Vela            | 11             | 1              | ?              | ?              | 2        | 0      | ?           | ?          | 2           | 1           | ?           | ?           | 5                | 0                | ?                | ?                | 20       | 2      | ?           | ?          |
| T. Vermaelen       | 33             | 7              | ?              | ?              | 1        | 0      | ?           | ?          | 0           | 0           | 0           | 0           | 11               | 1                | ?                | ?                | 45       | 8      | 0+          | 0+         |
| T. Walcott         | 23             | 3              | ?              | ?              | 1        | 0      | ?           | ?          | 0           | 0           | 0           | 0           | 6                | 1                | ?                | ?                | 30       | 4      | 0+          | 0+         |
| S. Watt            | 0              | 0              | 0              | 0              | 0        | 0      | 0           | 0          | 3           | 1           | ?           | ?           | 0                | 0                | 0                | 0                | 3        | 1      | 0+          | 0+         |
| J. Wilshere        | 1              | 0              | ?              | ?              | 1        | 0      | ?           | ?          | 2           | 0           | ?           | ?           | 3                | 0                | ?                | ?                | 7        | 0      | ?           | ?          |